# 罗杰·摩尔
罗杰·乔治·摩尔爵士，KBE（英語：Sir Roger George Moore，1927年10月14日—2017年5月23日）是一名英格蘭演員，因他溫柔和風趣的作風而著名。他又因曾演出兩個虛構的英國動作英雄而出名，分別為電視節目《七海遊俠》（The Saint，1962年至1969年）中的角色賽門·鄧普勒和在1973年至1985年成為史恩·康納萊的繼承人，於詹姆士·龐德這套成功的系列電影中飾演詹姆士·龐德。從1991年開始成為聯合國兒童基金會大使。

## 逝世
摩尔的家人於2017年5月23日宣布，摩尔在瑞士死於癌症。

## 電視
- 七海遊俠 The Saint（英语：The Saint (TV series)） (1962) - 賽門·鄧普勒 (Simon Templar)

## 電影作品
- 福爾摩斯在紐約（英语：Sherlock Holmes in New York） (1977)
- 海狼突擊隊（英语：The Sea Wolves） (1980)
- 炮彈飛車 (1981)
- 粉紅豹之探長的詛咒 (1983) -克魯索探長
- 神鬼至尊

### 詹姆士·龐德
- 生死關頭（1973）
- 金鎗人（1974）
- 海底城（1977）
- 太空城（1979）
- 最高機密（1981）
- 八爪女（1983）
- 雷霆殺機（1985）

## 外部連結
- Sir Roger Moore @ Fan Site （页面存档备份，存于） - best source of information about Sir Roger Moore's film and TV work on the net
- Roger Moore在互联网电影资料库（IMDb）上的資料（英文）
- Sir Roger Moore's Official Website （页面存档备份，存于） - contains articles on Roger's work with UNICEF as well as his entertainment career
- Classic Movies (1939–1969): Roger Moore
- Blog about Roger Moore

| 先前 辛·康納利 1971年 | 詹姆士·龐德演员 1973年–1985年 | 其後 鐵摩·達頓 1987年–1989年 |